# 新颖性 (专利)
新颖性是可专利性的其中一項條件，如果一項发明在其專利申请日之前，已经被公开，那么它将丧失新颖性。
在某些主要国家，例如美国、中国和日本，发明人或者專利申請權人在有效申请日之前就其发明公开发表，可以享有一个宽限期。換句話说，如果这位发明人或者專利申請權人公开发表了這個发明的话，他还是可以就此申请专利而不丧失新颖性。世界上大多数国家的宽限期都是6个月或12个月。这种新颖性上的寬限期也叫做新颖性優惠期。
新穎性又分為绝对新颖性及相對新穎性
任何在一项发明申请专利之前对其所做的的书面或者口头公开，展示或公开使用，不管是谁所为或者在世界哪个地区，都会使得该发明失去新穎性，这种制度又叫做绝对新颖性。大部分國家如美國、中國、法國、英國、德國等皆均循絕對新穎性
只考虑在该司法管辖区域内所发生的公开、使用或销售行為而使得该发明失去新颖性，又叫做相對新穎性。目前僅少數國家如紐西蘭等仍遵循相對新穎性。
另外，这里的宽限期不能和保护工业产权巴黎公约里所规定的优先权期限相混淆。优先权期限是从在巴黎公约的一个缔约国第一次申请专利的申請日往後算起，而宽限期是指从申请日往前算起。

## 中国
在中国大陆，新颖性在《专利法》第二十二条中有明确定义，即未在申请日前：
1. 在国内外出版物上使用过；
2. 或在国内公开使用过；
3. 或以其他方式被公众所知。

中国专利法实施的是相对新颖性的制度。在某些情况下，例如在中国政府主办的会议或者展览会中首次公开，被别人泄密等，专利法第二十四条规定其可以享受6个月的宽限期。但是，随着中国加入世贸组织的承诺逐渐兑现，中国的第四次专利法修改正在考虑以绝对新颖性取代现有的相对新颖性制度。这也是世界上绝大多数国家的做法。

## 美国
美国专利法35 U.S.C. §102规定以下四种情况下发明人都将因丧失新颖性不获得专利权： 
1. 使公众获知该发明或者允许公众使用；
2. 在某固定媒体上发表过该发明（例如在专利、专利申请或者杂志文章里）；
3. 该发明在美国由他人在先申请，但是该人又没有放弃、抑制或者隐瞒该专利；
4. 该发明在他人的专利申请里被描述，而这个专利申请后来获得了一项美国专利。

在美国专利法中，占先发生在某一在先参考资料或事件公开某一条权力要求全部的特征，并且使得该领域的普通技术人员能够制造和使用该权利要求描述的发明。这条权利要求因此被叫做缺乏新颖性。

## 在先技术检索
检查一项发明是否新颖的标准方法就是进行在先技术的检索。在先技术的检索可以是在专利数据库中进行关键字检索。